# QQ宠物
QQ宠物是腾讯公司於2005年6月推出的一款养成游戏，也是全球首款基于IM的桌面虚拟宠物养成游戏。次年7月，QQ宠物同时在线用户数突破百万，成为全球最大的虚拟宠物社区。
2007年，騰訊推出QQ寵物粉钻服务。
2010年，由于奇虎360与腾讯QQ争斗事件，使用“360扣扣保镖”软件的使用者无法正常运行QQ宠物。
2018年6月29日，腾讯在官方论坛发布QQ宠物即將停運的公告。公告稱遊戲將於同年9月15日停止运营。在游戏服务器关闭后，游戏内的所有账号数据及角色资料等信息将被全部清空，玩家可以得到相应的补偿。消息推出後即迅速登上热搜，并引发網友集体怀旧。